# Rainbow Dash
Rainbow Dash este unul dintre personajele celebrului desen animat pentru copii,"My little pony friendship is magic" (Micul meu ponei:prietenia este magică).Este un ponei căruia îi place adrenalina și acțiunea.Este un căluț,cu coamă și coadă de culoarea curcubeului,iar corpul albastru.Pe partea din spate a corpului,are un curcubeu,în formă de fulger,care e sub un nor-semnul drăguț.În traducere, Rainbow Dash înseamnă Linia Curcubeului.